# Hatice Halime Hatun
Hatice Halime Hatun (kolem roku 1415 - po roce 1500) byla jednou z žen sultána Murada II.

## Rodina
Hatice Halime Hatun byla jandarská princezna a dcera Taceddina Ibrahima II. Beye, osmého vůdce provincie Isfendiyaris. Byla vnučkou předchozího vládce této oblasti, jménem Izzedin Isfendiyar Bey a neteří Hümy Hatun (matka sultána Mehmeda II.). Byla sestrou Kemaleddina Ismaila Beye a Kizila Ahmeda Beye, což byl devátý a desátý vůdce jejich dynastie.

## Sňatek se sultánem Muradem II.
Sultán Murad II. se oženil s Hatice Halime kolem roku 1425 v Edirne. Při této události provdal i dvě své sestry - Selçuk Hatun poslal k otci Hatice a Sultan Hatun poslal k jejímu bratru Kivameddinovi. Během oslav tohoto sňatku zasnoubil svých dalších pět sester - Hatice, Fatmu, Hafsu, İIaldı a Şehzade. 
V roce 1425 se Hatici narodil první syn, princ Alaeddin Ali. Když dosáhl dostatečného věku, stal se guvernérem provincie Manisa. Po smrti jeho staršího bratra Ahmeda se stal guvernérem Amasye. V roce 1435 se oženil s Marou Branković. Ze začátku byla Mara vřele vítána a Hatice, která hrdě nesla titul oblíbenkyně, tomuto páru požehnala a poslala je do Bursy. Od podzimu 1435 do jara 1436 šlo vše hladce. Poté však Mara ztratila post oblíbenkyně a když se Hatice Halime vrátila k moci, byla Mara poslána do exilu. 
V roce 1439, byl Kara Hizir Pasha poslán do Amasye. Vkradl se v noci do paláce a uškrtil prince Alaeddina přímo v jeho posteli. Poté zabil i princovy dva syny - jednomu bylo pouhých 6 měsíců a druhému 18 měsíců. Společně pak byli pohřbeni v hrobce Turumatay v Amasyi, později byly ostatky přeneseny do Bursy. 
Po smrti sultána Murada II. v roce 1451 nastoupil na trůn Mehmed II. a Hatice Halime byla provdána za Ishaka Pashu. 

## Staří a smrt
Ishak Pasha zemřel v roce 1497 a Halime ovdověla. Hatice Halime Hatun je poslední zaznamená žena pocházející z dynastie Iznik. Pohřbena je v Mauzoleu Hatice Sultan, dcery sultána Bayezida II.